# P/2014 C1 (TOTAS)
P/2014 C1 (TOTAS) – kometa okresowa, współodkryta przez polskiego astronoma amatora Rafała Reszelewskiego (członka projektu TOTAS) w 2014 roku. Kometa została znaleziona na zdjęciach wykonanych w nocy 1 lutego 2014 roku z obserwatorium ESA Optical Ground Station na Teneryfie.

## Orbita komety
Kometa C/2014 C1 (TOTAS) należy do rodziny komet Jowisza. Peryhelium jej orbity znajduje się w odległości 1,717 j.a. od Słońca, a okres obiegu komety wokół Słońca wynosi 6,43 lat. Nachylenie płaszczyzny orbity do ekliptyki wynosi 2,693°.